# Vignory
Vignory é uma comuna francesa na região administrativa da Champanha-Ardenas, no departamento de Haute-Marne. Estende-se por uma área de 19,46 km². Em 2010 a comuna tinha 236 habitantes (densidade: 12,1 hab./km²).